# The Girl of the Night
The Girl of the Night é um filme mudo norte-americano de 1915, do gênero policial, dirigido por Joe De Grasse e estrelado por Lon Chaney. O filme é agora considerado perdido.

## Elenco
- Pauline Bush – Nance
- Lon Chaney – Jerry
- Joe De Grasse – Arthur Langham
- Hylda Hollis – Sra. Langham (como Hilda Sloman)